# SN 1996cj
SN 1996cj – supernowa typu II odkryta 17 marca 1996 roku w galaktyce A134737+0226. W momencie odkrycia miała maksymalną jasność 23,50m.